# الملاجة (إدلب)
الملاجة قرية سورية تتبع ناحية كفرنبل في منطقة معرة النعمان في محافظة إدلب. بلغ عدد سكانها 486 نسمة في عام 2004 حسب إحصاء المكتب المركزي للإحصاء.
تبعد عن كفرنبل حوالي 15 كيلو متر تتصف بجمال ربوعها وجبالها وكثرة الزيتون تنقسم القرية ألى قسمين قسم الملاجة وقسم المرج والمرج يطل على الملاجة، يعمل أهلها في الزراعة وتربية الأغنام والأبقار .
يحدها من الجنوب كرسعة ومن الشرق كفر موسى ومن الشمال الغربي فطيرة ومن الشرق معرجلة وحزارين.